# ノルドストリーム
ノルドストリーム（独: Nord Stream、露: Северный поток/Severny potok）は、欧州のバルト海の下をロシアからドイツまで走る海底天然ガス・パイプラインのシステムである。名称について、ノルドには「北」、ストリームには「流れ」という意味がある。

## 概要
ノルドストリーム1はロシアの国営企業ガスプロムを大株主とするノルドストリームAGが所有・運営し、ノルドストリーム2はガスプロムの100％子会社であるノルドストリーム2 AGが所有・運営している。
ノルドストリーム1はロシア北西部のヴィボルグからドイツ北東部のグライフスヴァルト近郊のルブミンまでの2本のパイプラインにより形成される。また、ロシア北西部のウスチ・ルーガからルブミンまでの2本のパイプラインはノルドストリーム2と呼ばれる。ルブミンでは、ノルドストリーム1は、ドイツ東部のチェコ国境にあるオルバーンハウへのOPALパイプラインと、ドイツ北西部のブレーメン近郊のレーデンへのNELパイプラインに接続されている。
ノルドストリーム1の第1ラインは2011年5月までに敷設され、2011年11月8日に開通した。ノルドストリーム1の第2ラインは2011年から2012年にかけて敷設され、2012年10月8日に開通した。全長1,222km（759mi）のノルドストリーム1は、ランゲルド・パイプラインを上回る世界最長の海底パイプラインとなった。
2018年から2021年にかけてノルドストリーム2の敷設が行われ、2021年6月にノルドストリーム2の第1ラインが、2021年9月に第2ラインが完成した。
ノルドストリーム1の年間総ガス容量は550億m3（1兆9000億cu ft）であり、ノルドストリーム2の建設により、この容量は合計1100億m3（3兆9000億cu ft）と倍増する見込みであった。しかしロシアのプーチン大統領がドネツク人民共和国とルガンスク人民共和国を承認すると表明したことを受けて、この決定が領土保全と国家主権の尊重という国際法の原則に反する行為であるとして、ドイツのオラフ・ショルツ首相は2022年2月22日にノルドストリーム2の認証作業を停止し、稼働していない。
2022年9月26日、ノルドストリーム1のパイプライン2本とノルドストリーム2の1本が破損した。調査したスウェーデンの検察当局は11月18日、爆破による破壊工作の痕跡を確認したと明らかにしたが、それ以上の情報は公表していない。
ノルドストリームという名称は、ロシア国内の陸上パイプラインへの給電や、西ヨーロッパでのさらなる接続を含む、より広いパイプラインネットワークを指すこともある。

## 背景
2005年の時点で年間3300億m3の天然ガスを輸入していたヨーロッパは、2015年までにさらに2000億m3の上積みが必要となると予想されていた。
豊富な天然ガスを産出するロシアは、ヨーロッパへの天然ガス供給の経由国でありながらたびたびロシアと衝突していたウクライナ（「ロシア・ウクライナガス紛争」を参照）とベラルーシを迂回するルートを求めていた。それは安定した天然ガスの供給を求めるヨーロッパにとっても同じだった。一方でポーランドのラダスラフ・シコルスキー外相のように、公然と環境問題やエネルギーの対露依存を危惧する声もあった。
しかし脱原発をはかっていたドイツにとってロシアの天然ガスは重要なものであった。2005年の協定では、独大手のBASFと露ガスプロムとの提携強化や、ユジノルスコエの天然ガス田開発への参加が盛り込まれるなど、エネルギー問題において密接な独露関係が目指されている。
エネルギーの対露依存度を下げたいEUが主導しているラインである「ナブッコ・パイプライン」のガスの供給元探しが難航しているのに対して、ロシアの国営企業であるガスプロムが推進した「ノルドストリーム」は2011年11月8日に稼働を開始し、EUへの天然ガスの供給が始まった。

## 進捗状況

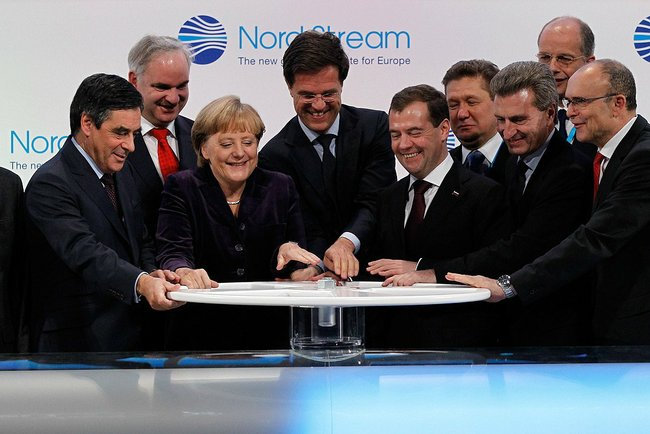
稼働開始式典の様子（2011年）

沿岸5カ国のうち最後まで着工許可を出していなかったフィンランドが2010年2月12日に計画へ合意。2010年4月にノルドストリーム1の建設がスタートし、2011年11月8日に天然ガスの供給を開始し稼働した。ノルドストリーム1の第2ラインに使用する鋼管の一部、110km分を日本の住友金属が受注・供給した。
2021年9月10日、ガスプロムはノルドストリーム2の工事が終わり、パイプラインが完成したと発表。
2022年1月31日、欧州委員会はノルドストリーム2を保留とした。
2022年2月22日、ドイツのオラフ・ショルツ首相は、ロシアが「ドネツク人民共和国」と「ルガンスク人民共和国」を承認したことを受け、ノルドストリーム2計画を停止すると表明した。同年3月、ノルドストリーム2AGが破産を検討しているとの報道に対し、同社は「破産申請の事実はない」と説明した。
2022年2月に始まったロシアによるウクライナ侵攻に対する欧米諸国のロシア制裁に反発し、ロシアはノルドストリーム1によるガス供給を大幅に削減し、保守点検を理由として8月に停止。ノルドストリーム2はドイツ側の計画停止により稼働していないため、これによりノルドストリームによるヨーロッパへのガス供給は停止した。EUはこれを、ガス供給を経済的な兵器として利用したものとしてロシアを非難した。ロシアはこれに対し、制裁によってパイプライン維持に支障が出ているとした。

## 批判
ノルドストリームプロジェクトは、パイプラインが欧州におけるロシアの影響力を強めるという懸念や、中・東欧諸国の既存パイプラインの使用料が連鎖的に削減されるという理由から、米国やウクライナ、その他の中・東欧諸国から猛烈な反対を受けている。
米国は同パイプラインがドイツを含む北大西洋条約機構加盟国に対するロシア政府の影響力を強めかねないと懸念しているため、2018年7月11日、ドナルド・トランプ大統領は、北大西洋条約機構事務総長との朝食会の場でノルドストリーム2計画について触れ、「アメリカがドイツを守るために数十億ドルも払っているというのに、ドイツはロシアに（ガス代として）数十億ドルを支払っている」と批判。その場に居なかったドイツのアンゲラ・メルケル首相は、別途、ドイツは独立して決断を下しているとしてトランプ大統領の批判に反論した。
2019年以降、アメリカ国会および国防省はノルドストリーム2に関与する事業体が米国の制裁の対象になると警告し、直ちにパイプラインの建設作業をやめるべきだと表明した。しかし、2021年5月19日、アメリカ国務省は関連会社への制裁がアメリカの国益に反するとして、制裁を解除した。ドイツとロシア両政府はこれを歓迎する一方、ウクライナや一部のアメリカ国会議員はロシアに利するだけと批判した。
また、このプロジェクトはヨーロッパのロシアへのエネルギー依存を招きかねないため、2021年4月28日に欧州議会はこのプロジェクトの工事の停止を求める内容を含む決議案を可決した。

## 2022年のパイプライン損壊

### 概要
2022年9月26日午後、バルト海のボーンホルム島近くのパイプラインでガス漏れが発生し、海面上に大量のガスが漏出した。ノルドストリーム1と2で計4本のパイプラインのうち3本が損壊したことが、運営するノルドストリームAG社により発表された。現場では地震学者によって100TNT換算キロ相当の爆発が観測されており、何者かによる破壊工作の可能性が指摘された。
10月3日、ガスプロム社は損壊した3本のラインのガス漏れが止まったことと、ノルドストリーム2のストリングBによるガス供給が可能であることを示唆するコメントを発表した。パイプライン内部に海水が流入したことでガス管内部が広範囲で腐食し、パイプラインの復旧が困難となる可能性が指摘されている。ガスプロムのミレル社長は、稼働再開には「1年以上かかる」と述べた。
調査は、事件現場を経済水域とするデンマークとスウェーデン、ノルドストリームの終着点であるドイツの3か国が開始した。パイプラインの所有者であるロシアも加わろうとしたが拒否された。また、当初は3か国共同調査だったが、スウェーデンの検察当局は、国家安全保障に関わる機密情報を共有することへの懸念から、共同調査を拒否したと報じられた。
11月18日、スウェーデンの検察当局は、爆破による破壊工作の痕跡を確認したと明らかにした。
2023年2月20日、ロシアは、同国から欧州に天然ガスを送る海底パイプライン「ノルドストリーム」で昨年9月に起きた爆発に関する調査結果を共有するようスウェーデンに改めて要求した。これに対し、デンマーク、ドイツ、スウェーデン3か国は翌21日、国連安全保障理事会に共同書簡を送り、調査はまだ終了していないと報告した。

### 実行犯
損壊が爆破による破壊工作であると報告されているが、実行犯は特定されていない。

#### ロシア説
損壊直後、欧米の疑惑の目はロシアに向けられた。ウクライナのポドリャク大統領顧問は「ノルド・ストリーム1のガス漏れはロシアによるテロ攻撃であり、EUへの攻撃にほかならない。」とした。グランホルム米エネルギー長官はロシアに責任があると「思われる」と発言し、ハーベック独副首相もロシアが爆発の責任を負っていることをほのめかした。
しかし、損壊時点ですでにガス供給を止めていたロシアに破壊工作を実行する合理性はなく、証拠もなく、ワシントン・ポスト紙は12月、旧西側諸国の多くの当局者がロシアの仕業でないと考えていると報道した。

#### アメリカ説
10月時点からプーチン露大統領がアメリカ合衆国の関与に言及していたが、2023年2月10日にピューリッツァー賞受賞ジャーナリストのシーモア・ハーシュが米国による破壊工作だと主張したことで、この説に注目が集まった。ハーシュによると、計画に携わった匿名の関係者の話として、破壊工作は、バイデン米大統領が国家安全保障チームと9ヵ月以上にわたって秘密裏に協議したもので、米軍やCIAなどの米政府機関に加え、ノルウェー政府も関わっていたという。爆破は、あらかじめパイプラインに仕掛けておいたC4爆弾を遠隔操作で起動させたと説明している。ただし、決定的な証拠は提示できなかった。
一方、アメリカ政府およびノルウェー政府は否定した。しかし、侵攻前の2022年2月8日の独米首脳会談で、バイデンが「ロシアが侵攻すれば、ノルドストリーム２を終わらせる」「われわれにはそれが可能だ」と発言していることも相まって、ロシアは追及。2022年2月の国連安保理でも議題として取り上げ、米ロが非難合戦を繰り広げた。

#### 親ウクライナ派説
2023年3月7日にニューヨーク・タイムズにおいて匿名米国情報当局者の発言を基に発表した説で、あくまでウォロディミル・ゼレンスキー大統領や側近らが、破壊工作に関わっていたことを示す証拠はないとされると報じた。
昨年9月に起きた欧州のガスパイプライン爆破は、親ウクライナ派によるものだったというものだが、西側諸国の高官等は拙速な結論に警鐘を鳴らし、ウクライナのミハイロ・ポドリャク大統領顧問は強く否定した。

#### ウクライナ説
2023年6月米紙ワシントン・ポストの報道でウクライナ軍が事件発生3か月前からパイプライン爆破を計画している事をアメリカが把握し、欧州同盟各国に対して警告していた可能性が浮上している。
米国家安全保障会議（ＮＳＣ）のカービー戦略広報担当調整官は６日、この報道に直接言及せず、ドイツなど３カ国の調査に対して先走ることは決してしたくないと語った。
その後2023年11月、ワシントン・ポストとドイツ紙デア・シュピーゲルの合同取材チームは、ウクライナ特殊作戦軍の大佐が「調整役」として関与していたと報じた。それによると、破壊工作はウクライナ軍高官らの指示のもと行われ、大佐は後方支援及び破壊工作を行った実行犯6人（ウクライナ軍所属の潜水士など）の監督にあたっており、実行犯らは偽名で借りたボートから潜水しパイプラインに爆発物を仕掛けたとされる。これに対し、調整役と名指しされた大佐は代理人弁護士を通じ「ロシアのプロパガンダであり事実無根」と反論している。また、この破壊工作に関してウクライナ軍制服組トップであるヴァレリー・ザルジニー総司令官まで報告が上げられたが、ゼレンスキー大統領に対しては意図的に情報が伏せられていた可能性があると報じられている。
2024年8月、ウクライナ人の男が関与したとして、ドイツの検察はその男に逮捕状を出したと報じられた。